# Kanton Bois-Guillaume
Kanton Bois-Guillaume (fr. Canton de Bois-Guillaume) je francouzský kanton v departementu Seine-Maritime v regionu Horní Normandie. Skládá se z obcí Bois-Guillaume a Isneauville.